# Real Madrid Club de Fútbol Juvenil
El Real Madrid Club de Fútbol Juvenil, es la denominación dada a cada uno de los tres equipos de fútbol españoles juveniles de las categorías inferiores del Real Madrid Club de Fútbol. Disputan sus partidos como local en los terrenos de la Ciudad Real Madrid, conjunto donde la entidad posee sus campos de entrenamiento e instalaciones deportivas para todas sus categorías futbolísticas.
Diferenciados por sus equipos "A", "B" o "C", cada uno hace referencia a la edad permitida para pertenecer a dicha categoría. La edad juvenil, comprendida entre los 17 y los 19 años, hace que el club posea tres equipos para cada su correspondiente división. Los distintos equipos y su categoría son los siguientes:
- Real Madrid C. F. Juvenil "A" - División de Honor Juvenil (Grupo V)
- Real Madrid C. F. Juvenil "B" - Liga Nacional Juvenil (Grupo 12)
- Real Madrid C. F. Juvenil "C" - Primera División Autonómica Juvenil (Grupo 1)

El primer equipo juvenil del club, conocido en el ámbito internacional como Real Madrid Club de Fútbol sub-19, nace a comienzos de los años 1950 para disputar la Copa del Rey juvenil, la primera competición oficial de categorías inferiores en España. Años después, y tras el progreso y carácter que va adquiriendo el fútbol base en la capital y en el país, van naciendo las correspondientes competiciones y categorías según restricciones y organizaciones por edades, por lo que se van formalizando las diferentes secciones inferiores a la vez que nacen los otros dos equipos juveniles del club, pasando a denominarse equipos juveniles "A", "B" o "C".
Antes de que se instaurasen los equipos juveniles tal cual se encuentran en la actualidad, se estableció el Real Madrid Club de Fútbol Aficionados o sub-19 como enlace entre los juveniles y los equipos profesionales, mientras que el equipo filial contaba también con equipo juvenil denominado como Juvenil Castilla Club de Fútbol "B".
La categoría juvenil es la primera de las categorías inferiores del club, inmediatamente por debajo del equipo filial, el Real Madrid Castilla Club de Fútbol, en categoría competente de la Real Federación Española de Fútbol (RFEF), jugando en la Segunda División "B", siendo históricamente uno de los equipos profesionales de LaLiga.
En contraposición con la escuadra filial, auspiciados por la RFEF, las divisiones inferiores se encuentran bajo competencia y amparo de la Federación de Fútbol de Madrid (FFM) que se encarga de las diferentes divisiones y competiciones del fútbol base de la Comunidad de Madrid.
Popularmente, el conjunto de toda la organización deportiva y las dependencias físicas donde se forman tanto los equipos juveniles como el resto de las categorías inferiores del club, es conocido con el sobrenombre de «La Fábrica» en referencia a la labor de formación de los futuros futbolistas.

## Historia
El origen tanto de las categorías inferiores del club como de la categoría juvenil en particular tiene en su máxima figura al cordobés Miguel Malbo, quien de la mano del entonces presidente Santiago Bernabéu se incorpora en 1943 a la disciplina del club como director de la sección futbolística, y crea a comienzos de la década de los años cincuenta los equipos inferiores dentro del seno del club. Así, desde la categoría juvenil fue contando con una extensa cantera de la que poder nutrir a su primer equipo.
Exjugador del Real Madrid Aficionados, fue durante más de medio siglo el director de la cantera madridista —hoy conocida bajo el sobrenombre de «La Fábrica»—, así como de la sección de fútbol y debido a su gran labor el club organiza desde la temporada 2006-07 un trofeo de categoría cadete en su honor.
Fue una de las grandes figuras dentro del club, siendo muy querido por sus integrantes y el máximo artífice del crecimiento de la cantera como así dejó manifestado Isidoro San José, antiguo integrante de las citadas categorías inferiores y del primer equipo:

“En su día, fue una de las personas que más hizo por el Real Madrid y por lo que ha sido hasta ahora el Departamento de la Cantera. [...] Era una persona sencilla, que amaba el fútbol, que creía en los chicos jóvenes, en lo que nosotros estamos trabajando ahora. Eso fue el éxito que tuvo. Creer en eso y confiar en que los jugadores de la cantera son válidos son el porcentaje que mayor tiene de éxito”
Isidoro San José. 11 de junio de 2009. Madrid.

Bajo su dirección, la cantera madridista se convirtió en el mejor "vivero" de futbolistas de Europa, merced a los grandes resultados y la cantidad de futbolistas que llegaron a competir en las distintas ligas profesionales del mundo.
Bajo tales circunstancias, a la cantera madridista se la conoció con el sobrenombre de «El horno de Malbo», circunstancia que nunca fue del agrado de Manuel ya que le otorgaba un protagonismo que según él debía recaer en los muchachos y su equipo de trabajo. Fue además, junto José Luis Asenjo y José Alberto García el creador de otro de los grandes torneos que dieron impulso al fútbol de las categorías inferiores en España: el Torneo Social del Real Madrid Club de Fútbol, que fue posteriormente imitado por numerosos clubes europeos.

### Antecedentes
La cantera madridista, referida como centro de formación, tuvo como orígenes a principios de los años treinta a diferentes clubes de Madrid quienes tras unos convenios para que les hicieran las funciones de equipo filial de los que nutrirse de jóvenes jugadores. Estos acuerdos, concretados formalmente pocos años después, fueron las bases para que el club decidiera formalizar, reorganizar y reforzar dichos procesos de formación bajo estructura e instalaciones. Pese a ello, las consideradas categorías juveniles del club existían desde el nacimmiento del club, donde se contaba con varios equipos por debajo del considerado primer equipo titular, que era el que representaba al club en las competiciones oficiales.
Entre dichos clubes con los que mantenía acuerdos, sobresalía el establecido con la Agrupación Deportiva Plus Ultra —quien se convirtió años después en el filial oficial del club a todos los efectos, el hoy Real Madrid Castilla Club de Fútbol— al ser el equipo de mayor repercusión y que mejor realizaba dichas funciones hasta la aparición de los equipos juveniles establecidos para representar a la entidad en los años cincuenta, teniendo como máximo exponente al Real Madrid C. F. Aficionados.
Entre los primeros jugadores juveniles del club destacó Santiago Bernabéu en la década de los años 1910. El que fuera posterior jugador del primer equipo y el presidente más emblemático y reconocido del club fue uno de los primeros jugadores de renombre que salieron de la cantera.

## Instalaciones

### Terreno de juego
Al igual que todas las categorías inferiores del Real Madrid C. F. los tres equipos juveniles juegan sus partidos como local en los campos deportivos de la Ciudad Real Madrid, situada en el Parque Forestal de Valdebebas-Felipe VI situado en el barrio del mismo nombre en el noreste de Madrid, enclavado entre los distritos de Hortaleza y Barajas.

## Organigrama deportivo

### Juvenil "A"

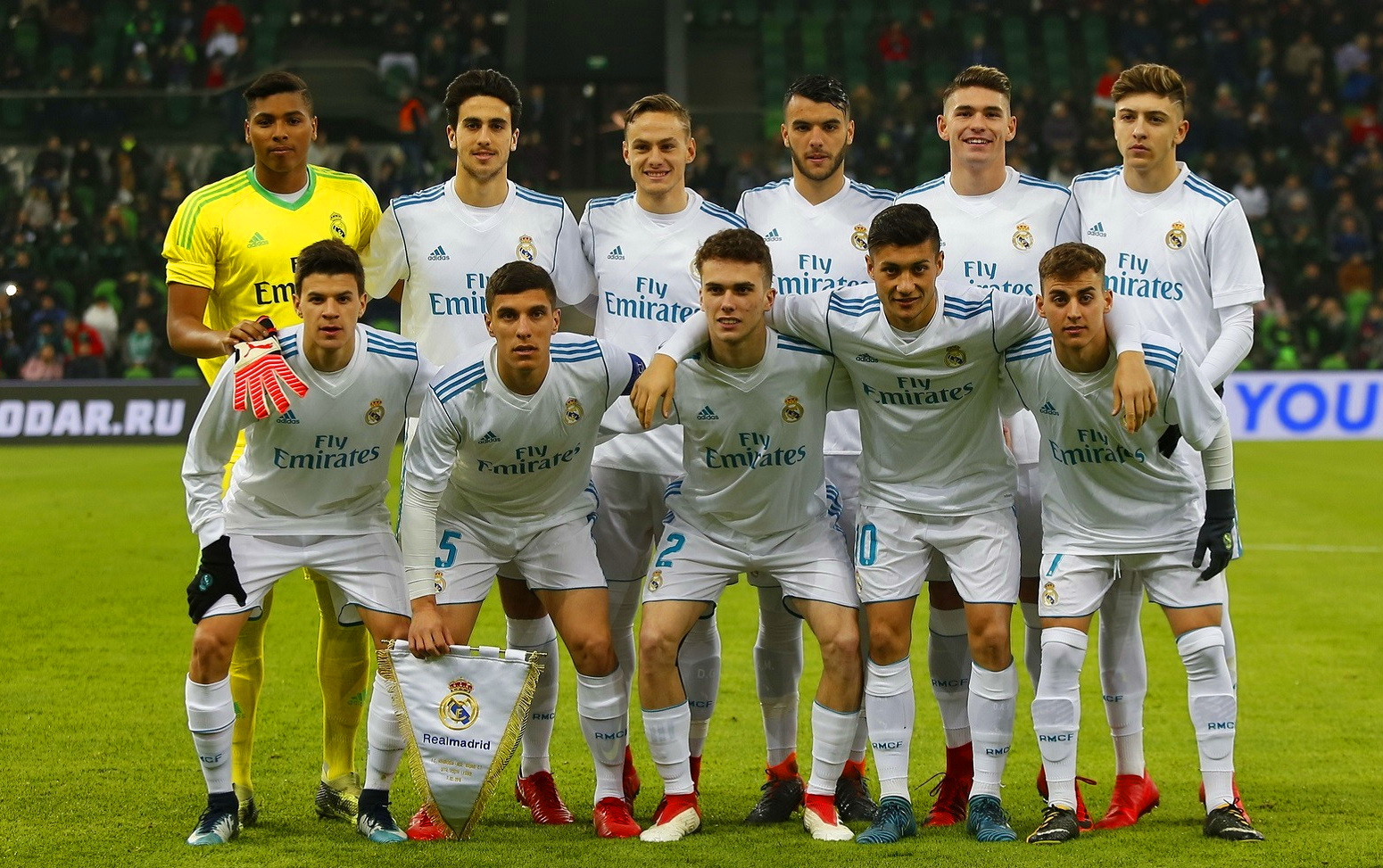
El juvenil "A" en la temporada 2017-18.

El Real Madrid Club de Fútbol Juvenil "A" es en el que se encuentran los juveniles de último año, a las órdenes Álvaro Arbeloa, antiguo exfutbolista y canterano del club y durante quince temporadas del primer equipo. Como técnico, dirigió con anterioridad a los otros dos equipos juveniles, donde comenzó su andadura como técnico.
Actualmente el equipo disputa la máxima categoría del fútbol juvenil desde su fundación en 1993, la División de Honor Juvenil donde se encuentra en el Grupo V, así como la Copa de Campeones y la Copa del Rey juvenil, en función de su clasificación en la temporada de Liga anterior. 
El equipo acumula un total de 37 títulos entre las tres competiciones, el equipo nacional más laureado de la categoría. En 2023 ha ganado la octava Copa de Campeones convirtiéndose en el equipo que más veces la ha ganado.

#### Jugadores
Por las categorías inferiores del Real Madrid C. F. han militado numerosos jugadores que han conseguido debutar en la Primera División con el conjunto blanco como es el caso de Alfonso Pérez, Raúl González, José María Gutiérrez Guti, Iker Casillas, Álvaro Arbeloa, Esteban Granero o José Callejón entre otros. 
Actualmente destacan Mario de Luis, Álvaro Carrillo, Juanma Hernández, David Mellado, Óscar Aranda, Peter González, Andri Gudjohnsen o Isra Salazar entre otros.
Nota *: Indicados con asterisco los jugadores convocados con el Real Madrid Castilla C. F. - Limitación en la plantilla de un máximo de tres jugadores sin pasaporte de la Unión Europea.

### Juvenil "B"
El Real Madrid Club de Fútbol Juvenil "B" es el segundo de los equipos juveniles del club. "B"|url=http://www.realmadrid.com/futbol/cantera/juvenil-b%7Cfechaacceso=17 de abril de 2017}}</ref> accediendo desde las categorías formativas más básicas.
Actualmente el equipo disputa la Liga Nacional Juvenil, la segunda categoría del fútbol juvenil en España, donde se proclamó campeón en 2015-16, por decimoquinta vez en su historia.
| Jugadores |          |      | Equipo técnico |         |                       |              |
| \| N.º \| Nac. \| Pos. \| Nombre \| Edad \| Últ. equipo \| Fin contrato \| \| --------------- \| -------- \| ---- \| ----------- \| ------- \| --------------------- \| ------------ \| \| Porteros \| \| \| \| \| \| \| \| -- \| España ! \| POR \| Navarro \| 18 años \| Formado en la cantera \| \| \| -- \| España ! \| POR \| Aarón \| 17 años \| Formado en la cantera \| \| \| -- \| España ! \| POR \| Illia \| 17 años \| Formado en la cantera \| \| \| Defensas \| \| \| \| \| \| \| \| -- \| España ! \| DEF \| Ariel \| 18 años \| Formado en la cantera \| \| \| -- \| España ! \| DEF \| ferrn Seco \| 17 años \| Formado en la cantera \| \| \| -- \| España ! \| DEF \| Mena \| 17 años \| Formado en la cantera \| \| \| -- \| España ! \| DEF \| Liberto \| 17 años \| Formado en la cantera \| \| \| -- \| España ! \| DEF \| Luis \| 17 años \| Formado en la cantera \| \| \| -- \| España ! \| DEF \| Javi \| 18 años \| Formado en la cantera \| \| \| Centrocampistas \| \| \| \| \| \| \| \| -- \| España ! \| MED \| Galassi \| 17 años \| Formado en la cantera \| \| \| -- \| España ! \| MED \| Carlos Díez \| 17 años \| Formado en la cantera \| \| \| -- \| España ! \| MED \| Gabriel \| 18 años \| Formado en la cantera \| \| \| -- \| España ! \| MED \| Ignacio \| 18 años \| Formado en la cantera \| \| \| -- \| España ! \| MED \| Martinez \| 18 años \| Formado en la cantera \| \| \| -- \| España ! \| MED \| Viega \| 18 años \| Formado en la cantera \| \| \| -- \| España ! \| MED \| Thiago \| 18 años \| Formado en la cantera \| \| \| -- \| España ! \| MED \| Adrián \| 18 años \| Danok Bat \| \| \| -- \| España ! \| MED \| Rubén \| 17 años \| Formado en la cantera \| \| \| Delanteros \| \| \| \| \| \| \| \| -- \| España ! \| DEL \| Reyes \| 17 años \| Formado en la cantera \| \| \| -- \| España ! \| DEL \| Jorge \| 18 años \| Formado en la cantera \| \| |          |      | Entrenador(es) Julian Lopez de Lerma Entrenador(es) adjunto(s) Beñat Labaien Soto Preparador(es) físico(s) Miguel A. Fernández Entrenador(es) de porteros Roberto Vázquez Delegado Luis del Rey Fisioterapeuta(s) Víctor García · Pedro Chueca · Daniel Martínez · Juan Muro · Javier Ignacio Santamaría Médico(s) Carlos Díez · Luis Javier Serratosa · Francisco Javier Morate · Leyenda - Pos. : Posición - Nac. : Nacionalidad deportiva - Capitán - Lesionado - POR / ARQ : Guardameta - DEF : Defensa - MED / VOL : Centrocampista - DEL : Delantero Actualizado el 7 de octubre de 2018. Plantilla en la web oficial |         |                       |              |
| N.º | Nac.     | Pos. | Nombre | Edad    | Últ. equipo           | Fin contrato |
| Porteros |          |      | |         |                       |              |
| -- | España ! | POR  | Navarro | 18 años | Formado en la cantera |              |
| -- | España ! | POR  | Aarón | 17 años | Formado en la cantera |              |
| -- | España ! | POR  | Illia | 17 años | Formado en la cantera |              |
| Defensas |          |      | |         |                       |              |
| -- | España ! | DEF  | Ariel | 18 años | Formado en la cantera |              |
| -- | España ! | DEF  | ferrn Seco | 17 años | Formado en la cantera |              |
| -- | España ! | DEF  | Mena | 17 años | Formado en la cantera |              |
| -- | España ! | DEF  | Liberto | 17 años | Formado en la cantera |              |
| -- | España ! | DEF  | Luis | 17 años | Formado en la cantera |              |
| -- | España ! | DEF  | Javi | 18 años | Formado en la cantera |              |
| Centrocampistas |          |      | |         |                       |              |
| -- | España ! | MED  | Galassi | 17 años | Formado en la cantera |              |
| -- | España ! | MED  | Carlos Díez | 17 años | Formado en la cantera |              |
| -- | España ! | MED  | Gabriel | 18 años | Formado en la cantera |              |
| -- | España ! | MED  | Ignacio | 18 años | Formado en la cantera |              |
| -- | España ! | MED  | Martinez | 18 años | Formado en la cantera |              |
| -- | España ! | MED  | Viega | 18 años | Formado en la cantera |              |
| -- | España ! | MED  | Thiago | 18 años | Formado en la cantera |              |
| -- | España ! | MED  | Adrián | 18 años | Danok Bat             |              |
| -- | España ! | MED  | Rubén | 17 años | Formado en la cantera |              |
| Delanteros |          |      | |         |                       |              |
| -- | España ! | DEL  | Reyes | 17 años | Formado en la cantera |              |
| -- | España ! | DEL  | Jorge | 18 años | Formado en la cantera |              |

| N.º             | Nac.     | Pos. | Nombre      | Edad    | Últ. equipo           | Fin contrato |
| --------------- | -------- | ---- | ----------- | ------- | --------------------- | ------------ |
| Porteros        |          |      |             |         |                       |              |
| --              | España ! | POR  | Navarro     | 18 años | Formado en la cantera |              |
| --              | España ! | POR  | Aarón       | 17 años | Formado en la cantera |              |
| --              | España ! | POR  | Illia       | 17 años | Formado en la cantera |              |
| Defensas        |          |      |             |         |                       |              |
| --              | España ! | DEF  | Ariel       | 18 años | Formado en la cantera |              |
| --              | España ! | DEF  | ferrn Seco  | 17 años | Formado en la cantera |              |
| --              | España ! | DEF  | Mena        | 17 años | Formado en la cantera |              |
| --              | España ! | DEF  | Liberto     | 17 años | Formado en la cantera |              |
| --              | España ! | DEF  | Luis        | 17 años | Formado en la cantera |              |
| --              | España ! | DEF  | Javi        | 18 años | Formado en la cantera |              |
| Centrocampistas |          |      |             |         |                       |              |
| --              | España ! | MED  | Galassi     | 17 años | Formado en la cantera |              |
| --              | España ! | MED  | Carlos Díez | 17 años | Formado en la cantera |              |
| --              | España ! | MED  | Gabriel     | 18 años | Formado en la cantera |              |
| --              | España ! | MED  | Ignacio     | 18 años | Formado en la cantera |              |
| --              | España ! | MED  | Martinez    | 18 años | Formado en la cantera |              |
| --              | España ! | MED  | Viega       | 18 años | Formado en la cantera |              |
| --              | España ! | MED  | Thiago      | 18 años | Formado en la cantera |              |
| --              | España ! | MED  | Adrián      | 18 años | Danok Bat             |              |
| --              | España ! | MED  | Rubén       | 17 años | Formado en la cantera |              |
| Delanteros      |          |      |             |         |                       |              |
| --              | España ! | DEL  | Reyes       | 17 años | Formado en la cantera |              |
| --              | España ! | DEL  | Jorge       | 18 años | Formado en la cantera |              |

### Juvenil "C"
| Jugadores |          |      | Equipo técnico |         |                            |              |
| \| N.º \| Nac. \| Pos. \| Nombre \| Edad \| Últ. equipo \| Fin contrato \| \| --------------- \| -------- \| ---- \| --------------- \| ------- \| -------------------------- \| ------------ \| \| Porteros \| \| \| \| \| \| \| \| -- \| España ! \| POR \| Nacho \| 17 años \| Formado en la cantera \| \| \| -- \| España ! \| POR \| Guille \| 16 años \| Formado en la cantera \| \| \| -- \| España ! \| POR \| Alvaro \| 17 años \| San Sebastián de los Reyes \| \| \| Defensas \| \| \| \| \| \| \| \| -- \| España ! \| DEF \| Lezcano \| 16 años \| Formado en la cantera \| \| \| -- \| España ! \| DEF \| Nico \| 16 años \| Getafe \| \| \| -- \| España ! \| DEF \| Municio \| 16 años \| Leganés \| \| \| -- \| España ! \| DEF \| gonzalo Navarro \| 16 años \| Formado en la cantera \| \| \| -- \| España ! \| DEF \| Sergio \| 17 años \| Formado en la cantera \| \| \| -- \| España ! \| DEF \| Carlos \| 16 años \| Málaga \| \| \| -- \| España ! \| DEF \| Juana \| 16 años \| Formado en la cantera \| \| \| Centrocampistas \| \| \| \| \| \| \| \| -- \| España ! \| MED \| Rubén \| 16 años \| Getafe \| \| \| -- \| España ! \| MED \| Enaitz \| 16 años \| Formado en la cantera \| \| \| -- \| España ! \| MED \| Asier \| 16 años \| Rayo Vallecano \| \| \| -- \| España ! \| MED \| Alejandro \| 17 años \| Almería \| \| \| -- \| España ! \| MED \| Rodrigo \| 16 años \| Real Betis \| \| \| -- \| España ! \| MED \| Diego \| 23 años \| Español \| \| \| -- \| España ! \| MED \| Andrés \| 16 años \| Granada \| \| \| -- \| España ! \| MED \| Espinosa \| 16 años \| Formado en la cantera \| \| \| -- \| España ! \| MED \| Rafa \| 16 años \| Formado en la cantera \| \| \| -- \| España ! \| MED \| Hugo \| 16 años \| Formado en la cantera \| \| \| -- \| España ! \| MED \| Yoel \| 16 años \| Formado en la cantera \| \| \| -- \| España ! \| MED \| Pelayo \| 16 años \| Formado en la cantera \| \| \| Delanteros \| \| \| \| \| \| \| \| -- \| España ! \| DEL \| vacas \| 17 años \| Formado en la cantera \| \| \| -- \| España ! \| DEL \| Alex Mora \| 17 años \| Formado en la cantera \| \| \| -- \| España ! \| DEL \| Alfonso \| 16 años \| Formado en la cantera \| \| |          |      | Entrenador(es) Alberto Fito Entrenador(es) adjunto(s) Beñat Labaien Soto Preparador(es) físico(s) Miguel A. Fernández Entrenador(es) de porteros Roberto Vázquez Delegado Luis del Rey Fisioterapeuta(s) Víctor García · Pedro Chueca · Daniel Martínez · Juan Muro · Javier Ignacio Santamaría Médico(s) Carlos Díez · Luis Javier Serratosa · Francisco Javier Morate · Leyenda - Pos. : Posición - Nac. : Nacionalidad deportiva - Capitán - Lesionado - POR / ARQ : Guardameta - DEF : Defensa - MED / VOL : Centrocampista - DEL : Delantero Actualizado el 7 de octubre de 2024. Plantilla en la web oficial |         |                            |              |
| N.º | Nac.     | Pos. | Nombre | Edad    | Últ. equipo                | Fin contrato |
| Porteros |          |      | |         |                            |              |
| -- | España ! | POR  | Nacho | 17 años | Formado en la cantera      |              |
| -- | España ! | POR  | Guille | 16 años | Formado en la cantera      |              |
| -- | España ! | POR  | Alvaro | 17 años | San Sebastián de los Reyes |              |
| Defensas |          |      | |         |                            |              |
| -- | España ! | DEF  | Lezcano | 16 años | Formado en la cantera      |              |
| -- | España ! | DEF  | Nico | 16 años | Getafe                     |              |
| -- | España ! | DEF  | Municio | 16 años | Leganés                    |              |
| -- | España ! | DEF  | gonzalo Navarro | 16 años | Formado en la cantera      |              |
| -- | España ! | DEF  | Sergio | 17 años | Formado en la cantera      |              |
| -- | España ! | DEF  | Carlos | 16 años | Málaga                     |              |
| -- | España ! | DEF  | Juana | 16 años | Formado en la cantera      |              |
| Centrocampistas |          |      | |         |                            |              |
| -- | España ! | MED  | Rubén | 16 años | Getafe                     |              |
| -- | España ! | MED  | Enaitz | 16 años | Formado en la cantera      |              |
| -- | España ! | MED  | Asier | 16 años | Rayo Vallecano             |              |
| -- | España ! | MED  | Alejandro | 17 años | Almería                    |              |
| -- | España ! | MED  | Rodrigo | 16 años | Real Betis                 |              |
| -- | España ! | MED  | Diego | 23 años | Español                    |              |
| -- | España ! | MED  | Andrés | 16 años | Granada                    |              |
| -- | España ! | MED  | Espinosa | 16 años | Formado en la cantera      |              |
| -- | España ! | MED  | Rafa | 16 años | Formado en la cantera      |              |
| -- | España ! | MED  | Hugo | 16 años | Formado en la cantera      |              |
| -- | España ! | MED  | Yoel | 16 años | Formado en la cantera      |              |
| -- | España ! | MED  | Pelayo | 16 años | Formado en la cantera      |              |
| Delanteros |          |      | |         |                            |              |
| -- | España ! | DEL  | vacas | 17 años | Formado en la cantera      |              |
| -- | España ! | DEL  | Alex Mora | 17 años | Formado en la cantera      |              |
| -- | España ! | DEL  | Alfonso | 16 años | Formado en la cantera      |              |

| N.º             | Nac.     | Pos. | Nombre          | Edad    | Últ. equipo                | Fin contrato |
| --------------- | -------- | ---- | --------------- | ------- | -------------------------- | ------------ |
| Porteros        |          |      |                 |         |                            |              |
| --              | España ! | POR  | Nacho           | 17 años | Formado en la cantera      |              |
| --              | España ! | POR  | Guille          | 16 años | Formado en la cantera      |              |
| --              | España ! | POR  | Alvaro          | 17 años | San Sebastián de los Reyes |              |
| Defensas        |          |      |                 |         |                            |              |
| --              | España ! | DEF  | Lezcano         | 16 años | Formado en la cantera      |              |
| --              | España ! | DEF  | Nico            | 16 años | Getafe                     |              |
| --              | España ! | DEF  | Municio         | 16 años | Leganés                    |              |
| --              | España ! | DEF  | gonzalo Navarro | 16 años | Formado en la cantera      |              |
| --              | España ! | DEF  | Sergio          | 17 años | Formado en la cantera      |              |
| --              | España ! | DEF  | Carlos          | 16 años | Málaga                     |              |
| --              | España ! | DEF  | Juana           | 16 años | Formado en la cantera      |              |
| Centrocampistas |          |      |                 |         |                            |              |
| --              | España ! | MED  | Rubén           | 16 años | Getafe                     |              |
| --              | España ! | MED  | Enaitz          | 16 años | Formado en la cantera      |              |
| --              | España ! | MED  | Asier           | 16 años | Rayo Vallecano             |              |
| --              | España ! | MED  | Alejandro       | 17 años | Almería                    |              |
| --              | España ! | MED  | Rodrigo         | 16 años | Real Betis                 |              |
| --              | España ! | MED  | Diego           | 23 años | Español                    |              |
| --              | España ! | MED  | Andrés          | 16 años | Granada                    |              |
| --              | España ! | MED  | Espinosa        | 16 años | Formado en la cantera      |              |
| --              | España ! | MED  | Rafa            | 16 años | Formado en la cantera      |              |
| --              | España ! | MED  | Hugo            | 16 años | Formado en la cantera      |              |
| --              | España ! | MED  | Yoel            | 16 años | Formado en la cantera      |              |
| --              | España ! | MED  | Pelayo          | 16 años | Formado en la cantera      |              |
| Delanteros      |          |      |                 |         |                            |              |
| --              | España ! | DEL  | vacas           | 17 años | Formado en la cantera      |              |
| --              | España ! | DEL  | Alex Mora       | 17 años | Formado en la cantera      |              |
| --              | España ! | DEL  | Alfonso         | 16 años | Formado en la cantera      |              |

## Datos del club

### Denominaciones
A continuación se listan las distintas denominaciones de las que ha dispuesto el club a lo largo de su historia:
- Real Madrid Club de Fútbol Juvenil: (1970-90)
- Real Madrid Club de Fútbol Sub-19: (1990-95) Cambio acorde a estamentos de la RFEF.
- Real Madrid Club de Fútbol Juvenil: (1995-Act.) Vuelta a la denominación original.

### Trayectoria y palmarés resumido
Para un completo detalle del palmarés véase Palmarés del Real Madrid Club de Fútbol Juvenil
Las tres secciones juveniles del club acumulan un total de ciento cuarenta y cinco títulos oficiales, más que ningún otro club en dicha categoría. Entre ellos cincuenta y tres fueron logrados en primera categoría nacional —la máxima categoría juvenil en España—, destacando quince Copas de España y ocho Copas de Campeones de la División de Honor, donde es el equipo más laureado. En cuanto al panorama internacional, el club obtuvo un campeonato en 1990 de la Copa Juvenil de la FIFA-Blue Stars, y ganó la Liga Juvenil de la UEFA, máxima competición continental de clubes de la categoría, en su séptima edición. Antes de que se instaurase el torneo UEFA en la temporada 2013-14, el club conquistó cinco mundialitos de clubes en categorías sub-17, sub-18 y sub-19.
Por competiciones, debido a las diversas modificaciones sufridas en el sistema de ligas juveniles en España, ha conquistado un total de diecinueve ligas de grupo de la División de Honor Juvenil, siendo únicamente superado en España por los veintitrés títulos de los juveniles de la Unión Deportiva Las Palmas. Fue quien más títulos conquistó de la desaparecida Superliga Juvenil o Liga de Honor sub-19 con cuatro, mientras que treinta y tres de la actual Liga Nacional Juvenil le sitúan también como el más laureado. 
Divididas por categoría, ha vencido un total de 14 títulos de campeón local de la máxima categoría juvenil —actualmente División de Honor—, 19 títulos de campeón absoluto de España, título denominado en la actualidad como Copa de Campeones, siendo el equipo más laureado, y completado con 15 Copas de España para un total de más de 53 títulos de primera categoría, más que ningún otro club juvenil.
Completan el palmarés 67 campeonatos de segunda y tercera categoría, destacando 25 de Liga Nacional, y 17 de Primera División Autonómica —como actuales campeonatos referentes en la actualidad— así como 15 títulos regionales de la Copa Federación Castellana y el Campeonato de Castilla.
Nota: en negrita competiciones vigentes en la actualidad. Títulos ordenados cronológicamente y separados por la categoría juvenil correspondiente.
| Competición nacional                   | Títulos | Subcampeonatos |
| -------------------------------------- | --- | --- |
| Copa del Rey (15)                      | 1952-53, 1967-68, 1968-69, 1970-71, 1977-78, 1980-81, 1981-82, 1984-85, 1987-88, 1990-91, 1992-93, 2012-13, 2016-17, 2021-22, 2022-23. | 1962-63, 1964-65, 1971-72, 1972-73, 1973-74, 1982-83, 1983-84, 1985-86, 1993-94, 1995-96, 1998-99, 2000-01, 2009-10, 2013-14, 2014-15, 2015-16, 2017-18. (17) |
| Primera División Juvenil (7) *         | 1967-68, 1968-69, 1969-70, 1971-72, 1972-73, 1974-75, 1975-76. | 1967-68, 1967-68. (2) |
| Liga Nacional (8) *                    | 1976-77, 1977-78, 1978-79, 1979-80, 1981-82, 1982-83, 1984-85, 1985-86. (Récord) | 1980-81. (1) |
| Superliga / Liga de Honor sub-19 (4) * | 1986-87, 1987-88, 1989-90, 1992-93. (Récord) | 1991-92. (1) |
| División de Honor (14) *               | 1995-96, 1996-97, 1997-98, 1999-00, 2003-04, 2005-06, 2006-07, 2009-10, 2010-11, 2012-13, 2013-14, 2016-17, 2019-20, 2022-23. | 2000-01, 2001-02, 2007-08, 2008-09, 2014-15, 2020-21. (6) |
| Copa de Campeones (8)                  | 1994-95, 1996-97, 1999-00, 2005-06, 2009-10, 2013-14, 2016-17, 2022-23. (Récord) | 2006-07, 2010-11. (2) |
|                                        | | |
|                                        | | |
|                                        | | |
| Segunda División Juvenil (7) *         | 1969-70, 1971-72, 1972-73, 1973-74, 1974-75, 1975-76. | 1967-68, 1968-69. (2) |
| Primera División Regional (4) *        | 1977-78, 1978-79, 1979-80, 1982-83. | |
| Copa Primera (1)                       | 1977-78. | |
| División Preferente (2) *              | 1984-85, 1985-86. | |
| División de Honor (5) *                | 1990-91, 1991-92, 1992-93, 1993-94, 1994-95. (Récord) | |
| Liga Nacional (25) *                   | 1995-96, 1996-97, 1997-98, 1998-99, 1999-00, 2000-01, 2001-02, 2002-03, 2003-04, 2004-05, 2005-06, 2007-08, 2008-09, 2009-10, 2010-11, 2011-12, 2012-13, 2013-14, 2014-15, 2015-16, 2016-17, 2017-18, 2018-19, 2020-21, 2021-22. (Récord) | 2006-07. (1) |
|                                        | | |
|                                        | | |
|                                        | | |
| Tercera División Juvenil (6) *         | 1968-69, 1971-72, 1972-73, 1973-74, 1974-75, 1975-76. | 1969-70. (1) |
| Segunda División Regional (5) *        | 1976-77, 1977-78, 1978-79, 1981-82, 1982-83. | |
| Primera Categoría (2) *                | 1983-84, 1985-86. | |
| Liga Nacional (4) *                    | 1991-92, 1992-93, 1993-94, 1994-95. | ? |
| Primera División Autonómica (17) *     | 2006-07, 2007-08, 2008-09, 2009-10, 2010-11, 2011-12, 2012-13, 2013-14, 2014-15, 2015-16, 2016-17, 2017-18, 2018-19, 2019-20, 2020-21, 2021-22, 2022-23. (Récord)                                                                         | |

Nota *: campeonatos de grupo. Únicamente indicados los campeonatos de los que se tiene constancia.

| Competición internacional        | Títulos  | Subcampeonatos |
| -------------------------------- | -------- | -------------- |
| Liga Juvenil UEFA (1)            | 2019-20. |                |
| Copa Juvenil FIFA-Blue Stars (1) | 1990.    |                |

* No se contabilizan un Mundialito sub-19 ni cuatro Mundialitos sub-17; al no ser oficiales por ningún estamento continental ni mundial.

| Competición regional    | Títulos                                                                                   | Subcampeonatos                 |
| ----------------------- | ----------------------------------------------------------------------------------------- | ------------------------------ |
| Copa Regional (9)       | 1955-56, 1956-57, 1959-60, 1960-61, 1962-63, 1963-64, 1964-65, 1966-67, 1967-68, 1984-85. | 1959-60, 1960-61. (2)          |
| Campeonato Regional (6) | 1963-64, 1964-65, 1967-68, 1968-69, 1973-74, 1975-76.                                     | 1961-62, 1967-68, 1971-72. (3) |
| Copa Invierno (2)       | 1973-74, 1974-75.                                                                         | ?                              |